# Idiomas da Cidade do Vaticano
A Cidade do Vaticano utiliza o italiano em seus documentos oficiais e como língua principal de trabalho. No entanto, muitas outras línguas também são utilizadas por instituições situadas dentro do estado, como a Santa Sé e a Guarda Suíça, além de serem faladas pessoalmente pela sua diversificada população.

## História
Durante o Império Romano, o latim era a língua falada na área correspondente à atual Cidade do Vaticano. Os Estados Papais subsequentes também utilizaram o latim para fins oficiais durante os primeiros séculos de sua existência. Em 1870, a área passou a fazer parte do Reino da Itália, cuja língua oficial era o italiano.
Em 1929, o Tratado de Latrão estabeleceu a Cidade do Vaticano como um estado independente. A Lei Fundamental do Estado da Cidade do Vaticano não estabelece uma língua oficial, mas suas leis são publicadas em italiano em um suplemento à Acta Apostolicae Sedis (diário oficial da Santa Sé), que está em maior parte em latim.
Desde que o estado surgiu em 1929, a maioria dos edifícios nele situados são anteriores a ele em séculos. Nelas podem ser encontradas inscrições principalmente em latim, mas também em italiano, grego, francês e alemão. 

## Idiomas atuais
Muitas línguas são faladas no estado, pois seus habitantes vêm de vários países. italiano é a língua franca do Vaticano e substituiu o latim como língua oficial do Sínodo dos Bispos em 2014. A Santa Sé, entidade com autoridade sobre o Estado (embora juridicamente distinta), utiliza o latim como língua oficial e o italiano como principal língua de trabalho nos assuntos administrativos e diplomáticos. O francês às vezes também é usado como língua diplomática. Na Guarda Suíça, o alemão suíço é a língua usada para dar comandos, mas cada guarda faz o seu juramento de lealdade em sua própria língua: alemão, francês, italiano ou romanche.
Desde que o estado foi estabelecido, as línguas nativas dos papas foram o italiano, o alemão, o polonês e o espanhol.

## Sites
O site oficial da Cidade do Vaticano está em italiano. Anteriores versões do site também estavam disponíveis em inglês, francês, alemão e espanhol.
O site oficial da Santa Sé tem versões em inglês, francês, alemão, português e espanhol, e versões parciais em árabe, chinês e latim. Alguns conteúdos também estão disponíveis em muitos outros idiomas, como albanês, bielorrusso, croata, tcheco, holandês, hebraico, húngaro, indonésio, japonês, coreano, lituano, maltês, polonês, russo, eslovaco, esloveno , suaíli e ucraniano .
O jornal da Santa Sé, L'Osservatore Romano, é publicado em italiano, polonês, português, espanhol, inglês, francês e alemão. O site do Vatican News está disponível em vários idiomas: albanês, amárico, árabe, armênio, bielorrusso, búlgaro, chinês, croata, tcheco, inglês, francês, alemão, italiano, japonês, coreano, letão, lituano, hindi, húngaro, kannada, malaiala, macedônio, polonês, português, romeno, russo, eslovaco, esloveno, espanhol, suaíli, sueco, tâmil, tigrínia, ucraniano e vietnamita.